# Lamarche-sur-Saône
Lamarche-sur-Saône és un municipi francès, situat al departament de la Costa d'Or i a la regió de Borgonya - Franc Comtat. L'any 2007 tenia 1.190 habitants.

## Demografia

### Població
El 2007 la població de fet de Lamarche-sur-Saône era de 1.190 persones. Hi havia 514 famílies, de les quals 154 eren unipersonals (59 homes vivint sols i 95 dones vivint soles), 174 parelles sense fills, 150 parelles amb fills i 36 famílies monoparentals amb fills.
La població ha evolucionat segons el següent gràfic:
Habitants censats

### Habitatges
El 2007 hi havia 597 habitatges, 530 eren l'habitatge principal de la família, 41 eren segones residències i 27 estaven desocupats. 538 eren cases i 56 eren apartaments. Dels 530 habitatges principals, 423 estaven ocupats pels seus propietaris, 89 estaven llogats i ocupats pels llogaters i 18 estaven cedits a títol gratuït; 2 tenien una cambra, 29 en tenien dues, 94 en tenien tres, 157 en tenien quatre i 248 en tenien cinc o més. 327 habitatges disposaven pel capbaix d'una plaça de pàrquing. A 241 habitatges hi havia un automòbil i a 217 n'hi havia dos o més.

### Piràmide de població
La piràmide de població per edats i sexe el 2009 era:
| Homes | Edats   | Dones |
| ----- | ------- | ----- |
| 0     | 95 o +  | 8     |
| 4     | 90 a 94 | 12    |
| 20    | 85 a 89 | 8     |
| 12    | 80 a 84 | 16    |
| 12    | 75 a 79 | 28    |
| 32    | 70 a 74 | 32    |
| 36    | 65 a 69 | 48    |
| 72    | 60 a 64 | 44    |
| 24    | 55 a 59 | 40    |
| 52    | 50 a 54 | 36    |
| 48    | 45 a 49 | 48    |
| 36    | 40 a 44 | 16    |
| 32    | 35 a 39 | 52    |
| 28    | 30 a 34 | 24    |
| 40    | 25 a 29 | 36    |
| 32    | 20 a 24 | 20    |
| 20    | 15 a 19 | 60    |
| 40    | 10 a 14 | 24    |
| 16    | 5 a 9   | 24    |
| 36    | 0 a 4   | 20    |

## Economia
El 2007 la població en edat de treballar era de 741 persones, 520 eren actives i 221 eren inactives. De les 520 persones actives 454 estaven ocupades (259 homes i 195 dones) i 66 estaven aturades (29 homes i 37 dones). De les 221 persones inactives 94 estaven jubilades, 54 estaven estudiant i 73 estaven classificades com a «altres inactius».

### Ingressos
El 2009 a Lamarche-sur-Saône hi havia 527 unitats fiscals que integraven 1.189 persones, la mediana anual d'ingressos fiscals per persona era de 17.760 €.

### Activitats econòmiques
Dels 54 establiments que hi havia el 2007, 2 eren d'empreses alimentàries, 6 d'empreses de fabricació d'altres productes industrials, 7 d'empreses de construcció, 11 d'empreses de comerç i reparació d'automòbils, 3 d'empreses de transport, 5 d'empreses d'hostatgeria i restauració, 2 d'empreses financeres, 3 d'empreses immobiliàries, 4 d'empreses de serveis, 9 d'entitats de l'administració pública i 2 d'empreses classificades com a «altres activitats de serveis».
Dels 12 establiments de servei als particulars que hi havia el 2009, 1 era una oficina de correu, 1 una oficina bancària, 1 taller de reparació d'automòbils i de material agrícola, 1 guixaire pintor, 1 fusteria, 3 lampisteries, 1 electricista, 1 perruqueria, 1 restaurant i 1 agència immobiliària.
Dels 5 establiments comercials que hi havia el 2009, 1 era una botiga de més de 120 m², 3 fleques i 1 una fleca.
L'any 2000 a Lamarche-sur-Saône hi havia 7 explotacions agrícoles que ocupaven un total de 351 hectàrees.

## Equipaments sanitaris i escolars
L'únic equipament sanitari que hi havia el 2009 era una farmàcia.
El 2009 hi havia 1 escola maternal i 1 escola elemental.

## Poblacions més properes
El següent diagrama mostra les poblacions més properes.